# Este señor de negro
Este señor de negro va ser una sèrie de televisió de 13 episodis estrenada per Televisió Espanyola el 8 d'octubre de 1975. El tema de la sèrie fou compost per Adolfo Waitzman i cantat per Encarnita Polo.

## Argument
La sèrie gira entorn de Sixto Zabaneta, un personatge inventat pel dibuixant Antonio Mingote, que representa els valors i principis més arcaics, ultramontans i caducs de la societat espanyola. Sr. Sixto regenta una joieria a la Plaça Mayor de Madrid. Allí és ajudat per la jove Encarnita i el seu gran al·licient és la visita d'una client habitual: Loreto.
La seva vida no va molt més enllà d'aquest establiment i del petit pis que comparteix amb la seva germana Carola...I amb un retrat del seu avi, que cada poc temps, es dirigeix a Sixto per a impartir-li pedagogia sobre els perills que aguaiten a la societat actual, sobre els quals l'avi (el mateix López Vázquez, és clar) li imparteix exemples de la seva joventut, allà per finals del XIX i principis del XX, en els quals es mostra com a molt més 'liberal' i 'avançat' que el seu contemporani net.

## Repartiment
- José Luis López Vázquez…..Sixto Zabaneta.
- Mari Carmen Prendes…..Carola.
- Florinda Chico…..Loreto.
- María Garralón…..Encarnita.

## Llista d'episodis
- El baile (8 d'octubre de 1975)
  - Pep Munné ….. Manolo
  - José Lifante ….. Árbitro

- Limpieza de sangre (22 d'octubre de 1975)
  - Mercedes Borqué ….. Emilia
  - José Caride ….. Colón
  - Luis Prendes ….. Don Manuel

- Las apariencias (29 d'octubre de 1975) 
  - Chus Lampreave ….. Portera
  - Goyo Lebrero
  - Javier Loyola ….. Lorenzo
  - Pep Munné ….. Manolo
  - Ana María Ventura ….. Angelines

- Los oportunos trámites (5 de novembre de 1975) 
  - Jesús Guzmán

- La aventura (12 de novembre de 1975) 
  - Valeriano Andrés ….. Eduardo
  - Javier De Campos

- Carola  (19 de novembre de 1975).
  - Charo López ….. Doña Clara
  - Alfredo Mayo ….. Agustín
  - Sergio Mendizábal ….. Don Ginés
  - Juanito Navarro ….. García

- Las tentadoras (26 de novembre de 1975)
  - Rocío Jurado

- Eternos rivales (3 de desembre de 1975)
  - Miguel Armario
  - Luis Barbero ….. Ramírez
  - María Kosty ….. Elena
  - Fabio León ….. Eduardo

- Petrita (17 de desembre de 1975)
  - María Luisa San José ….. Petrita

- Traje de gala (7 de gener de 1976)
  - Mery Leyva
  - Carmen Maura ….. Pilar
  - María Nevado ….. Elvira
  - Pepe Ruiz ….. Luis

- Ritos ancestrales (14 de gener de 1976)
  - Fiorella Faltoyano ….. Julia
  - Juanito Navarro ….. García

- Encarnita (21 de gener de 1976) 
  - Mary González ….. Doña Virtudes
  - Juanito Navarro ….. García
  - Concha Velasco ….. Dolores

- Don Sixto (28 de gener de 1976)
  - Manuel Brieva ….. Peláez
  - Charo Soriano ….. Pepita

## Premis
- Premis Ondas 1976: Nacionals de televisió.
- TP d'Or 1975
- Millor Sèrie Nacional.
- Millor actor nacional (José Luis López Vázquez).